# Pátria assíria
A pátria assíria ou Assíria (Assíria Clássica) refere-se a áreas habitadas por assírios. As áreas que formam a pátria assíria são partes do atual Iraque, Turquia, Irã e, recentemente, da Síria.  Além disso, a área que tinha a maior concentração de assírios no mundo até recentemente está localizada no Triângulo Assírio.
No Irã, a planície do Úrmia é parte da pátria assíria, embora grande parte da planície do Úrmia seja habitada por azerbaijanos. No entanto, hoje em dia a maioria dos assírios no Irã vive em Teerã.
Os assírios são,em sua maioria, cristãos, e aderem aos ritos litúrgicos do Cristianismo da Síria Oriental e Ocidental. Eles falam línguas neoaramaicas, sendo as mais comuns; Neoaramaico assírio, Neoaramaico caldeu e Turoyo.

## História

### Período antigo

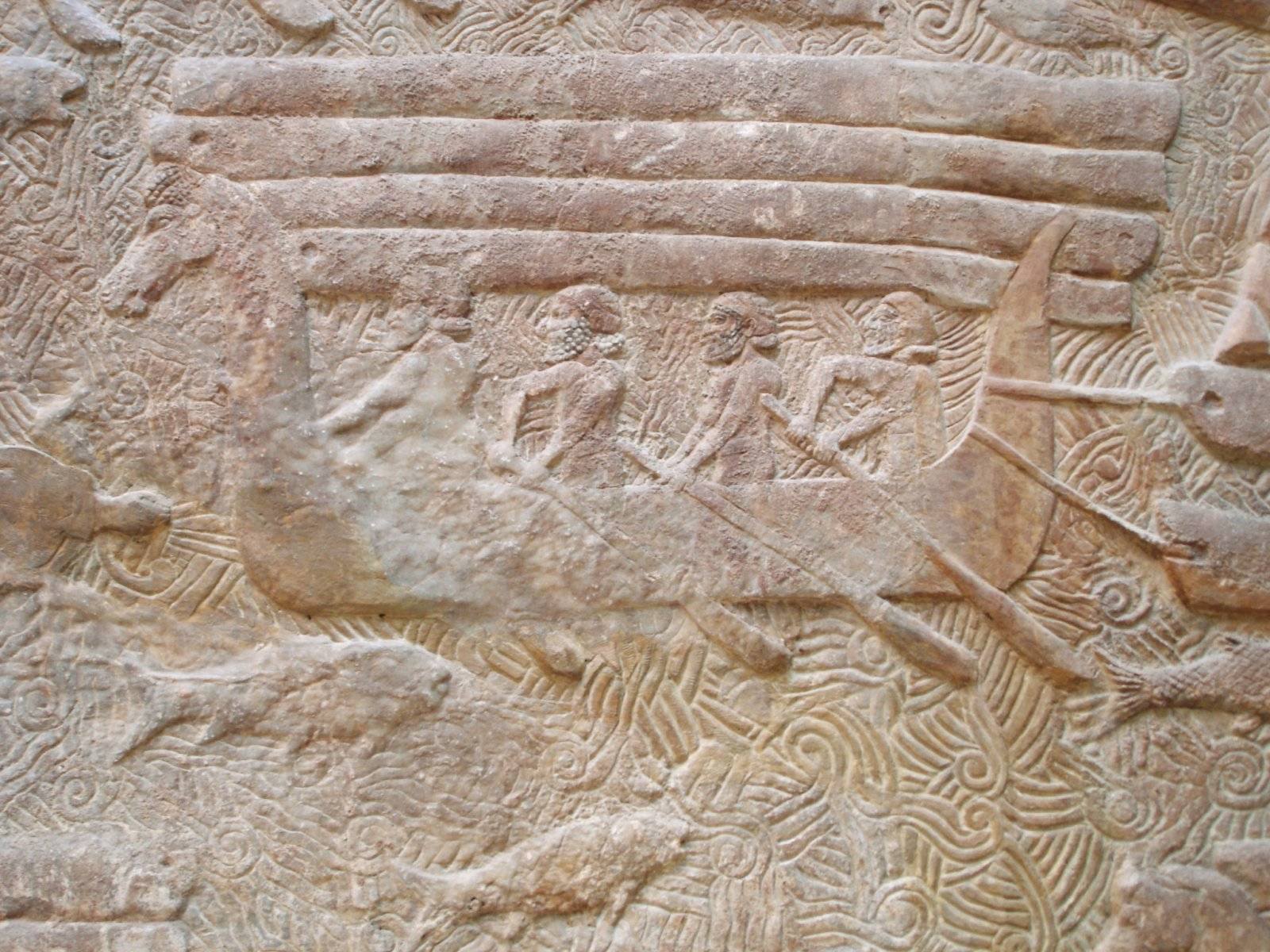
Relevo da capital assíria de Dur Sarruquim, mostrando o transporte de cedro libanês (século VIII a.C.)

A cidade de Asur e Nínive (atual Moçul), que era a maior e mais antiga cidade do antigo império assírio, junto com várias outras cidades assírias e parecem ter sido estabelecidas por volta de 2600 a.C. No entanto, é provável que fossem inicialmente centros administrativos dominados pelos sumérios. No final do século XXVI a.C., Eanatum de Lagas, então o governante sumério dominante na Mesopotâmia, menciona "destruir Subartu " (Subartu sendo o nome sumério para Assíria). Da mesma forma, em c. No início do século XXV a.C., Lugalanemundu, o rei do Estado sumério de Adabe, lista Subartu como uma homenagem a ele.
Os assírios são de língua aramaica oriental e descendentes de habitantes pré-islâmicos da Mesopotâmia Superior. O antigo idioma aramaico foi adotado pela população do Império Neoassírio por volta do século VIII a.C., e esses dialetos orientais permaneceram em amplo uso em toda a Alta Mesopotâmia durante os períodos persa e romano, e sobreviveram até os dias atuais. A língua siríaca evoluiu na Assíria Aquemênida durante o século V a.C.
Durante o período assírio, Dohuk foi chamado de Noadra (e também Bete Nuadra ou Naarda) e durante o governo parta - sassânida na Assíria (c. 160 a.C.–250 d.C.) como Bete Nuadra, ganhou semi-independência como  a restauração dos reinos neoassírios na Assíria, que também incluía Adiabena, Osroena, Assur e Bete Garmai.

### Período cristão primitivo

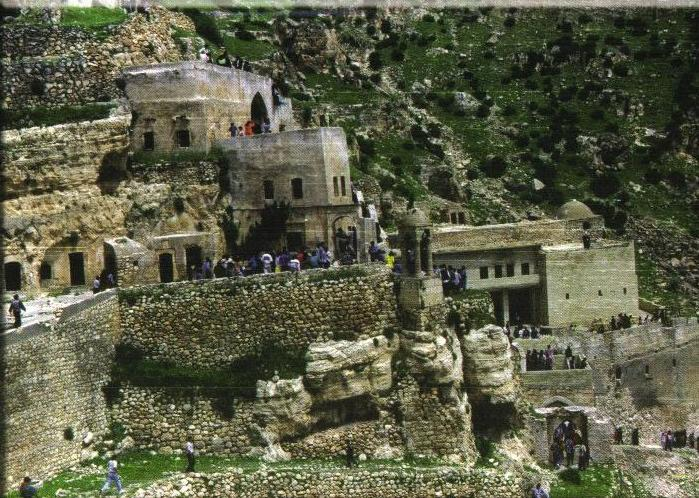
Mosteiro Rabban Hormizd

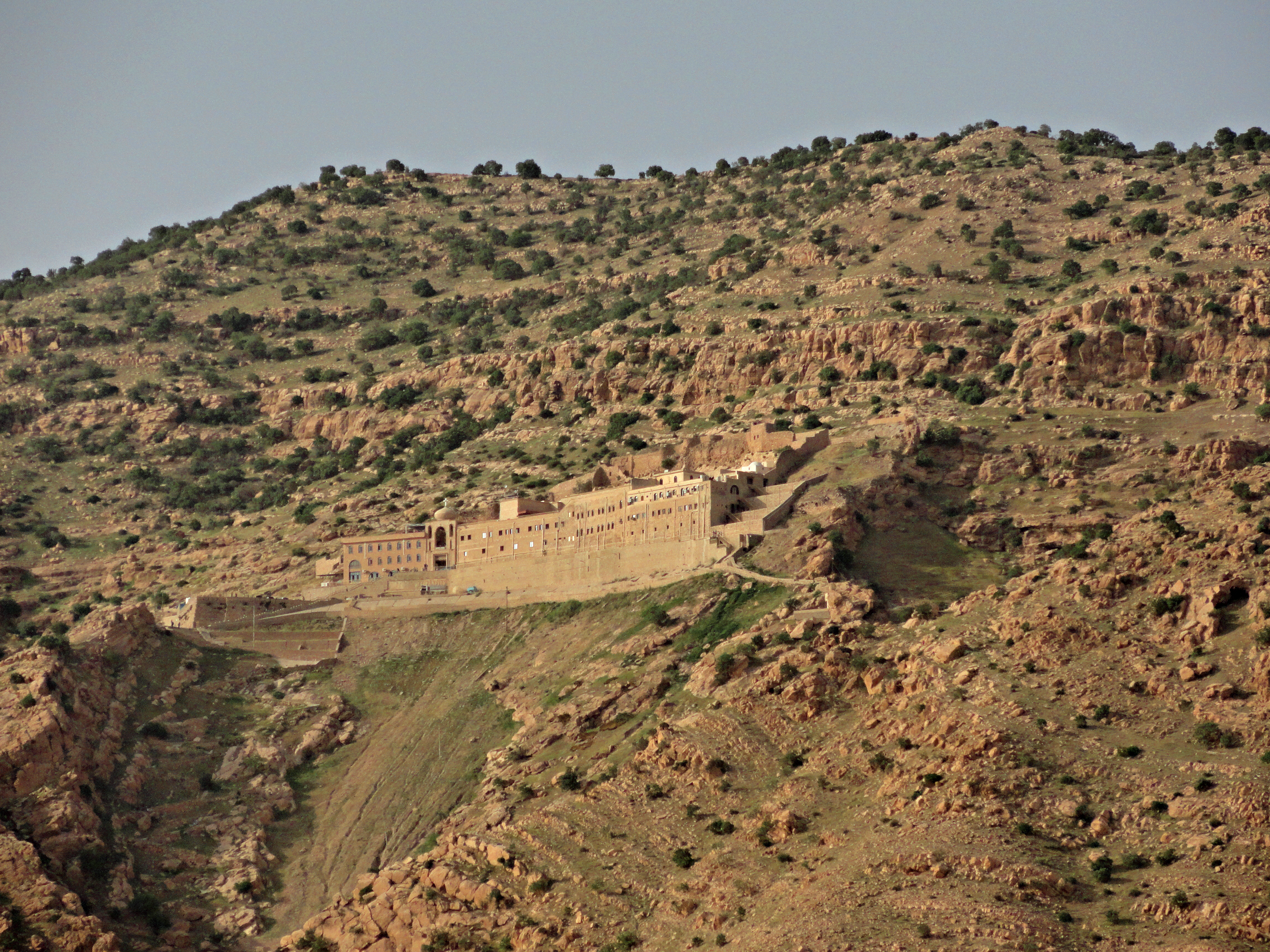
Mosteiro de Mar Mattai na aldeia assíria de Merki

O cristianismo siríaco se estabeleceu entre os assírios entre os séculos I e III d.C e com a fundação na Assíria da Igreja do Oriente, juntamente com a literatura siríaca.
A primeira divisão entre os Cristãos Siríacos ocorreu no século V, quando os Cristãos Assírios da Alta Mesopotâmia do Império Sassânida foram separados daqueles do Levante devido ao Cisma Nestoriano. Essa divisão deveu-se tanto à política da época quanto à ortodoxia teológica.e Ctesifonte, que na época era a capital sassânida, acabou se tornando a capital da Igreja do Oriente. Durante a era cristã, Nuhadra tornou-se uma eparquia dentro da Igreja Assíria do leste metropolitano de Ḥadyab (Erbil).
Depois do Concílio de Calcedônia em 451, muitos cristãos siríacos dentro do Império Romano se rebelaram contra suas decisões. O Patriarcado de Antioquia foi então dividido entre uma comunhão calcedônica e não calcedônica. Os calcedonianos eram freqüentemente rotulados de 'Melquitas' (Partido do Imperador) e, enquanto seus oponentes eram rotulados como Monofisistas (aqueles que acreditam na natureza única de Cristo em vez das duas) e Jacobitas (após Jacob Baradaeus). A Igreja Maronita viu-se presa entre as duas, mas afirma ter sempre se mantido fiel à Igreja Católica e em comunhão com o bispo de Roma, o Papa.

### Idade Média
Tanto o cristianismo siríaco como a língua aramaica oriental sofreram pressão após a conquista islâmica da Mesopotâmia no século VII, e os cristãos assírios durante a Idade Média foram submetidos à influência do árabe. Os assírios sofreram uma perseguição significativa com os massacres em grande escala de motivação religiosa conduzidos pelo governante muçulmano turco-mongol Tamerlão no século XIV. Foi a partir dessa época que a antiga cidade de Assur foi abandonada pelos assírios, e assírios foram reduzidos a uma minoria em sua antiga pátria.
A Alta Mesopotâmia tinha uma estrutura estabelecida de dioceses por volta de 500 após a introdução do Cristianismo dos séculos I a III. Após a queda do Império Neo-Assírio em 605 a.C., a Assíria permaneceu uma entidade por mais de 1200 anos sob o domínio babilônico, persa achamaenida, grego selêucida, parta, romano e, também, persa sassânida. Foi somente após a conquista árabe-islâmica na segunda metade do século VII que a Assíria como uma região nomeada foi dissolvida.
A região montanhosa da pátria assíria, Barwari, que fez parte da diocese de Bete Nuadra, viu uma migração em massa de nestorianos após a queda de Bagdá em 1258 e a invasão de Tamerlão do Iraque central. Seus habitantes cristãos foram pouco afetados pelas conquistas otomanas, mas a partir do século XIX os emirados curdos buscaram expandir seus territórios às custas deles. Na década de 1830, Muhammad Rawanduzi, o emir de Soran, tentou adicionar à força a região ao seu domínio, pilhando muitas aldeias assírias. Bedr Khan Beg, de Bohtan, renovou os ataques à região na década de 1840, matando dezenas de milhares de assírios em Barwari e Hakkari antes de ser derrotado pelos otomanos.
Em 1552, um cisma ocorreu dentro da Igreja do Oriente: a estabelecida "linha religiosa Elia" de patriarcas foi combatida por um patriarca rival, Sulaqa, que iniciou o que é chamado de "linha Shimun". Ele e seus primeiros sucessores entraram em comunhão com a Igreja Católica, mas no decorrer de mais de um século sua ligação com Roma se enfraqueceu e foi abertamente renunciada em 1672, momento em que Shimun XIII Dinkha adotou uma profissão de fé que contradizia a de Roma, enquanto ele manteve sua independência da "linha de Elia". A liderança daqueles que desejavam estar em comunhão com Roma passou para o arcebispo de Entre José I, reconhecido primeiro pelas autoridades civis turcas (1677) e depois pela própria Roma (1681). Um século e meio depois, em 1830, a chefia dos católicos foi conferida a Yohannan Hormizd. Yohannan era membro da família da "linha Elia", mas se opôs ao último dessa linha a ser eleito normalmente como patriarca, Ishoʿyahb (1778-1804), a maioria de cujos seguidores ele conquistou para a comunhão com Roma, depois ele próprio foi eleito irregularmente em 1780, como Sulaqa em 1552. A "linha Shimun" que em 1553 entrou em comunhão com Roma e a rompeu em 1672 é agora a da igreja que em 1976 adotou oficialmente o nome de " Igreja Assíria do Oriente ", enquanto um membro da família "linhagem Elia" é um dos patriarcas da Igreja Católica Caldeia.
Por muitos séculos, pelo menos desde a época de Jerônimo (c. 347 - 420), o termo "caldeu" indicava os falantes de língua aramaica e ainda era o nome normal no século XIX. Somente em 1445 passou a ser utilizado para significar falantes do aramaico em comunhão com a Igreja Católica, com base em um decreto do Concílio de Florença, que aceitou a profissão de fé que Timóteo, metropolita dos falantes do aramaico em Chipre, feito em aramaico, e que decretou que "ninguém se atreverá no futuro a chamar [...] Caldeus, nestorianos ". Anteriormente, quando ainda não havia falantes de aramaico católico de origem mesopotâmica, o termo "caldeu" era aplicado com referência explícita à sua religião " nestoriana" Assim, Jacques de Vitry escreveu sobre eles em 1220/1 que "eles negaram que Maria fosse a Mãe de Deus e afirmaram que Cristo existia em duas pessoas. Eles consagraram pão fermentado e usaram a língua 'caldéia' (siríaca) ". Até a segunda metade do século XIX. o termo "caldeu" continuou em uso geral para os cristãos da Síria oriental, fossem "nestorianos" ou católicos:  foram os siríacos ocidentais que alegaram ser descendentes de Asshur, o segundo filho de Shem.

### Período moderno inicial
A Tabula Peutingeriana representa Singara como localizada a oeste do povos trogloditas que habitavam o território ao redor das Montanhas Sinjar. Pelos árabes medievais, a maior parte da planície era considerada parte da província de Diar Rebia, a "residência da tribo Rabia". A planície foi o local da determinação do grau por Alcuarismi e outros astrônomos durante o reinado do califa Almamune. Sinjar ostentava uma famosa catedral assíria no século VIII.

### Período moderno
Durante a Primeira Guerra Mundial, os assírios sofreram o genocídio assírio, que reduziu seu número em até 1/3. Posteriormente a isso, eles entraram na guerra ao lado dos britânicos e russos. Após a Primeira Guerra Mundial, a pátria assíria foi dividida entre o Mandato Britânico da Mesopotâmia, que se tornaria o Reino do Iraque em 1932, e o Mandato Francês da Síria, que se tornaria a República Árabe Síria em 1944.
Os assírios enfrentaram represálias sob a monarquia Hachemita por cooperar com os britânicos durante os anos após a Primeira Guerra Mundial, e muitos fugiram para o Ocidente. O Patriarca Shimun XXI Eshai, embora nascido na linha dos Patriarcas em Qochanis, foi educado na Grã-Bretanha. Por um tempo, ele buscou uma pátria para os assírios no Iraque, mas foi forçado a se refugiar em Chipre em 1933, mudando-se posteriormente para Chicago, Illinois, e finalmente estabelecendo-se perto de São Francisco, Califórnia.
A comunidade cristã caldéia era menos numerosa  e ativa na época do Mandato Britânico da Mesopotâmia, e não desempenhou um papel importante no domínio britânico do país. No entanto, com o êxodo dos membros da Igreja Assíria do Oriente, a Igreja Católica Caldéia se tornou a maior denominação religiosa não muçulmana no Iraque, e alguns católicos assírios mais tarde chegaram ao poder no governo do Partido Ba'ath, sendo o mais proeminente o Vice-Primeiro Ministro Tariq Aziz. Os assírios de Dohuk possuem uma das maiores igrejas da região, chamada Catedral de Mar Marsi, e é o centro de uma Eparquia. Dezenas de milhares de Yazidi e refugiados cristãos assírios também vivem na cidade devido à invasão do Iraque pelo ISIS em 2014 e a subsequente queda de Mosul

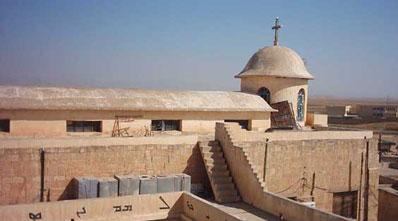
Uma igreja caldéia em Tesqopa

Além da população assíria, uma população judaica de língua aramaica existiu na região por muitos milhares de anos, vivendo principalmente em Barwari, Zakho e Alqosh. No entanto, todos os judeus Barwari partiram ou foram exilados em Israel logo após sua independência em 1947. A região foi fortemente afetada pelos levantes curdos durante as décadas de 1950 e 60 e foi amplamente despovoada durante a campanha de Al-Anfal na década de 1980, embora parte de sua população tenha retornado posteriormente e suas casas tenham sido reconstruídas. Assur, que está no Salah-ad-Din, foi colocado em UNESCO List 's de Património Mundial em perigo em 2003, momento em que o local foi ameaçado por um projeto da represa grande escala iminente que teria submergido do antigo sítio arqueológico.

#### Ataques a Cristãos

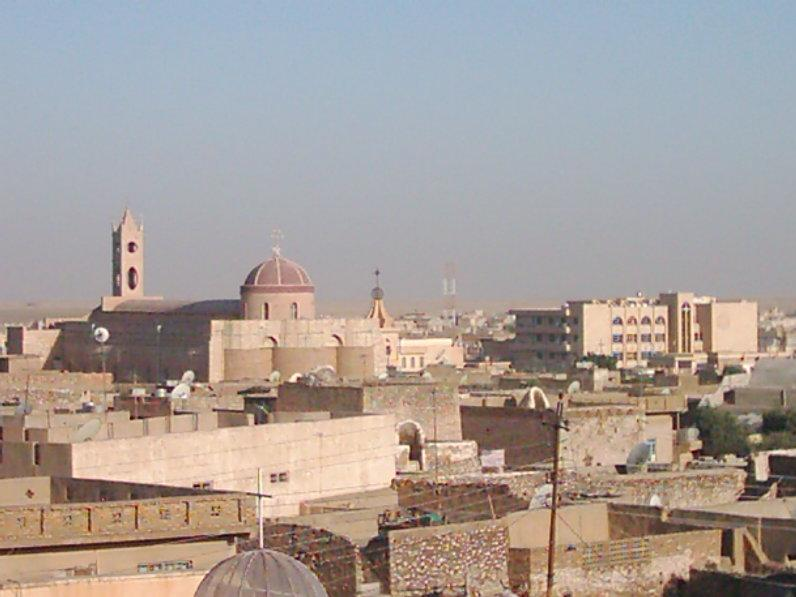
A cidade assíria de Bakhdida, nas planícies de Nínive

Após os ataques planejados contra cristãos assírios no Iraque, sobretudo como destacado pelo bombardeio simultâneo de domingo, 1º de agosto de 2004, de seis igrejas (Bagdá e Mosul) e o subsequente bombardeio de quase trinta outras igrejas em todo o país, a liderança assíria, interna e externamente, começou considerar a planície de Nínive como o local onde a segurança para os cristãos pode ser possível. As escolas, especialmente, receberam muita atenção nesta área e nas áreas curdas, onde vive uma concentração populacional assíria. Além disso, a agricultura e as clínicas médicas receberam ajuda financeira da diáspora assíria.
À medida que os ataques a cristãos aumentaram em Basra, Bagdá, Ramadi e cidades menores, mais famílias se voltaram para o norte, para as propriedades da família extensa na planície de Nínive. Este local de refúgio continua subfinanciado e gravemente carente de infraestrutura para ajudar a população cada vez maior de deslocados internos. A partir de 2012, também começou a receber influxos de assírios da Síria devido à guerra civil local.
Em agosto de 2014, quase todos os habitantes não sunitas das regiões do sul das planícies, que incluem Tel Keppe, Bakhdida, Bartella e Karamlish,, foram expulsos pelo Estado Islâmico do Iraque e do Levante durante a ofensiva de 2014 no norte do Iraque. Ao entrar na cidade, o Estado Islâmico saqueou as casas e removeu as cruzes e outros objetos religiosos das igrejas. O cemitério cristão da cidade também foi destruído posteriormente. Monumentos e sítios arqueológicos da Idade do Bronze e do Ferro assírios, bem como inúmeras igrejas e mosteiros assírios foram sistematicamente vandalizados e destruídos pelo ISIL. Isso inclui as ruínas de Nínive, Kalhu ( Nimrud, Assur, Dur-Sharrukin e Hatra ). O ISIL destruiu um Zigurate de 3.000 anos. O ISIL destruiu a Igreja da Virgem Maria, em 2015 a Igreja de São Markourkas foi destruída e o cemitério foi demolido.
Logo após o início da Batalha de Mosul, as tropas iraquianas avançaram em Tel Keppe, mas a luta permaneceu até em 2017. As forças iraquianas recapturaram a cidade do ISIS em 19 de janeiro de 2017.

## Demografia

Mapa de Tur Abedim mostrando aldeias e mosteiros siríacos. Os mosteiros operacionais são indicados por cruzes vermelhas e os abandonados são indicados por cruzes laranjas

As populações assírias estão distribuídas entre a pátria assíria e a diáspora assíria. Não existme estatísticas oficiais e as estimativas variam muito, entre menos de um milhão na pátria assíria, e 3,3 milhões com a diáspora incluída, principalmente devido à incerteza do número de assírios no Iraque e na Síria. Desde a Guerra do Iraque em 2003, os assírios iraquianos foram deslocados para a Síria em número significativo, mas desconhecido. Desde o início da Guerra Civil Síria em 2011, os assírios sírios foram deslocados para a Turquia em número significativo, mas desconhecido. As áreas de pátria assírias indígenas são "parte do norte do Iraque de hoje, sudeste da Turquia, noroeste do Irã e nordeste da Síria". As comunidades assírias que ainda restam na pátria assíria estão na Síria (400.000), Iraque (300.000), Irã (20.000), e na Turquia (15.000–25.100). A maioria dos assírios que vivem na Síria hoje, na governadoria de Al Hasakah, em aldeias ao longo do rio Khabur, descendem de refugiados que chegaram lá após o genocídio assírio e o massacre de Simele nas décadas de 1910 e 30. Comunidades cristãs de siríacos ortodoxos orientais viviam em Tur Abedim, uma área no sudeste da Turquia, os assírios viviam nas montanhas Hakkari, que fica na fronteira do norte do Iraque e do sul da Turquia, bem como a Planície do Úrmia, uma área localizada na margem ocidental do lago Úrmia, e católicos caldeus e siríacos viviam nas planícies de Nínive, uma área localizada no norte do Iraque.
Mais da metade dos cristãos iraquianos foram para os países vizinhos desde o início da Guerra do Iraque, e muitos não voltaram, embora alguns estejam migrando de volta para a tradicional pátria assíria na região autônoma curda. A maioria dos assírios hoje em dia vive no norte do Iraque, com a comunidade do norte (turco) Hakkari sendo completamente dizimada, e as de Tur Abedim e da planície do Úrmia estão em grande parte despovoadas.

## Criação de uma província autônoma assíria
As cidades e vilas habitadas pela Assíria na Planície de Nínive formam uma junção daqueles que pertencem às tradições cristãs siríacas e, como esta área é a antiga casa do império assírio, através do qual o povo assírio traça sua herança cultural, a Planície de Nínive é a área no qual se concentrou um esforço para formar uma entidade assíria autônoma Tem havido apelos de alguns políticos dentro e fora do Iraque para criar uma região autônoma para os cristãos assírios nesta área.
Na Lei Administrativa de Transição adotada em março de 2004 em Bagdá, foram feitas disposições para a preservação da cultura assíria por meio da educação e da mídia, mas também foi aceita uma disposição para uma unidade administrativa. O Artigo 125 da Constituição do Iraque declara que: "Esta Constituição garantirá os direitos administrativos, políticos, culturais e educacionais das várias nacionalidades, como turcomeno, caldeus, assírios e todos os outros constituintes, e isso será regulado por lei." Uma vez que as cidades e vilas da Planície de Nínive formam uma concentração daqueles que pertencem às tradições cristãs siríacas, e uma vez que esta área é a antiga casa do império assírio através do qual essas pessoas traçam sua herança cultural, a Planície de Nínive é a área na qual o esforços para formar uma entidade assíria autônoma tornaram-se concentrados.
Em 21 de janeiro de 2014, o governo iraquiano declarou que as planícies de Nínive se tornariam uma nova província, que serviria como um local seguro para os assírios. Após libertação da Planície de Nínive do Estado Islâmico entre 2016/17, todos os partidos políticos assírios apelaram à União Europeia e ao Conselho de Segurança da ONU para a criação de uma província assíria autoadministrada na Planície de Nínive.
Entre 28 e 30 de junho de 2017,  realizou-se uma conferência em Bruxelas com o título O Futuro dos Cristãos no Iraque. A conferência foi organizada pelo Partido Popular Europeu e teve participantes de organizações assírias, caldeias, siríacas, incluindo representantes do governo iraquiano e do KRG. A conferência foi boicotada pelo Movimento Democrático Assírio, Filhos da Mesopotâmia, Partido Patriótico Assírio, Igreja Católica Caldeia e Igreja Assíria do Oriente. Um documento de posicionamento foi assinado pelas demais organizações políticas envolvidas.